# Banyuls-dels-Aspres
Banyuls-dels-Aspres är en kommun i departementet Pyrénées-Orientales i regionen Occitanien i södra Frankrike. Kommunen ligger i kantonen Céret som tillhör arrondissementet Céret. År 2022 hade Banyuls-dels-Aspres 1 397 invånare.

## Befolkningsutveckling
Antalet invånare i kommunen Banyuls-dels-Aspres
| Referens: INSEE |